# بانوبلي
البانوبلي (بالإنجليزية: Panoply)‏ هو بدلة كاملة من الدروع. تمثل الكلمة اليونانية القديمة (πανοπλία) (panoplía)، حيث تعني كلمة πᾶν (pân) "الكل"، و ὅπλον (hóplon) تعني "الأسلحة". وهكذا، يشير مصطلح (panoply) إلى الدروع الكاملة لجندي هوبليت أو جندي مدجج بالسلاح، أي الدرع، ودرع الصدر، والخوذة، جنبًا إلى جنب مع السيف والرمح.
كما تم تطبيقه على الدروع في وقت لاحق، لم يتم استخدام (panoply) حتى نهاية القرن السادس عشر وبداية القرن السابع عشر، ثم تم استخدامه للبدلات الكاملة للدروع الصفيحية التي تغطي الجسم بالكامل.
نظرًا لأن البانوبلاي عبارة عن مجموعة كاملة من المكونات المتنوعة، فقد أصبحت كلمة (panoply) تشير إلى أي مجموعة كاملة أو مثيرة للإعجاب.